# Федеральный фонд обязательного медицинского страхования
Федеральный фонд обязательного медицинского страхования (ФОМС) — один из государственных внебюджетных фондов, созданный для финансирования медицинского обслуживания граждан России. Создан 24 февраля 1993 года постановлением Верховного Совета РФ № 4543-I.
Деятельность фонда регулируется Бюджетным кодексом Российской Федерации и федеральным законом «Об обязательном медицинском страховании в Российской Федерации» от 29.11.2010 № 326, а также иными законодательными и нормативными актами. Положение о Фонде утверждено 24 февраля 1993 года, а 29 июля 1998 года вместо него принят устав Фонда.
Среди основных функций фонда:
- Выравнивание условий деятельности территориальных фондов обязательного медицинского страхования по обеспечению финансирования программ обязательного медицинского страхования.
- Финансирование целевых программ в рамках обязательного медицинского страхования.
- Контроль над целевым использованием финансовых средств системы обязательного медицинского страхования.

## Руководство Фонда

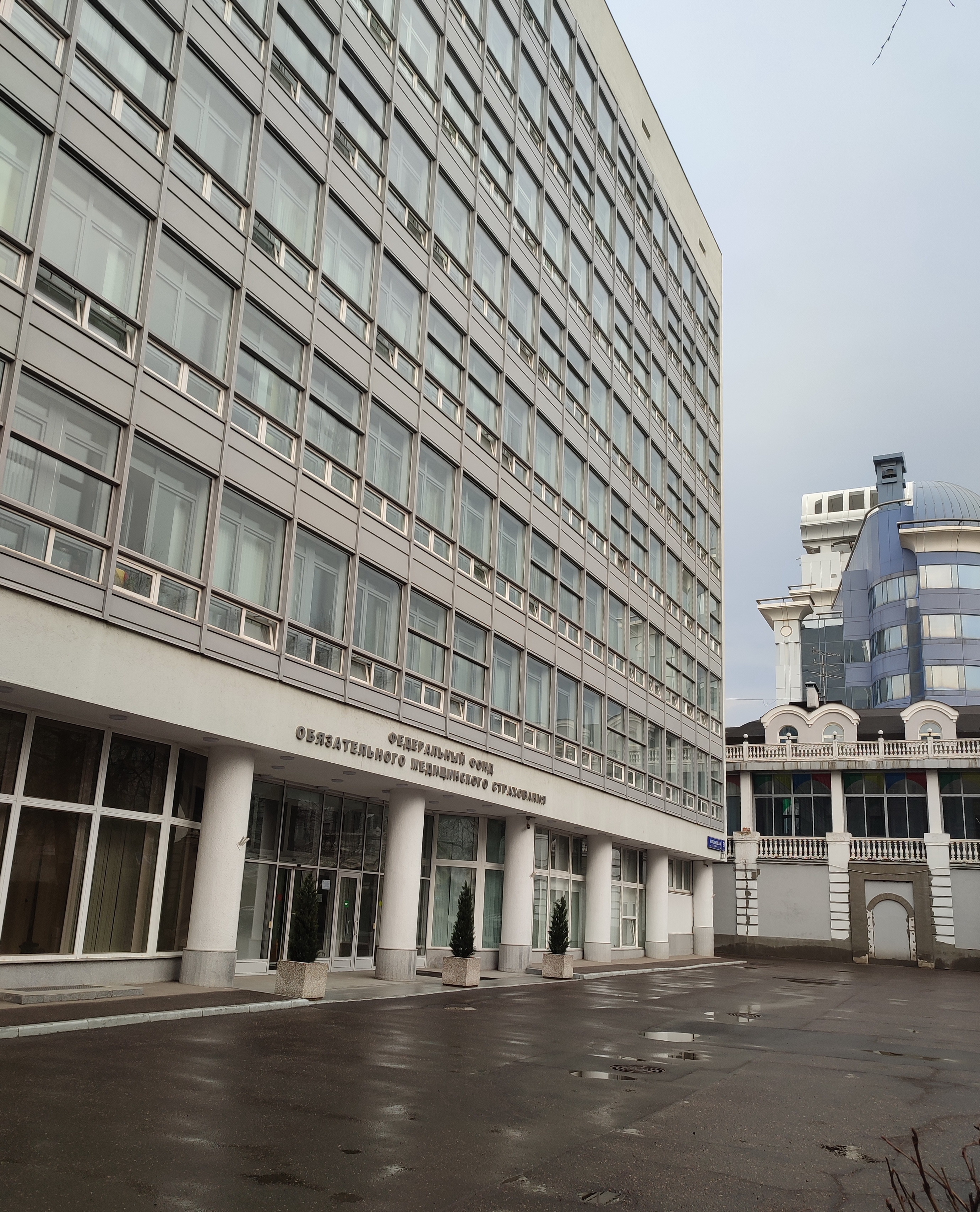
Здание Фонда обязательного медицинского страхования в Москве

До принятия устава фонда в 1998 году руководитель ФОМС именовался сначала исполнительным директором, затем директором. После принятия устава руководитель ФОМС стал именоваться председателем.
- Гришин, Владимир Вадимович (1993—1998)[3]
- Таранов, Андрей Михайлович (1998—2006)
- Рейхарт, Дмитрий Владимирович (и. о., 2006—2008)[4]
- Юрин, Андрей Владимирович (2008—2012)[5]
- Стадченко, Наталья Николаевна (2012—2020)[6]
- Чернякова, Елена Евгеньевна (2020—2022)[7]
- Баланин, Илья Валерьевич (2022—н. в.)[8]

## Территориальные фонды обязательного медицинского страхования

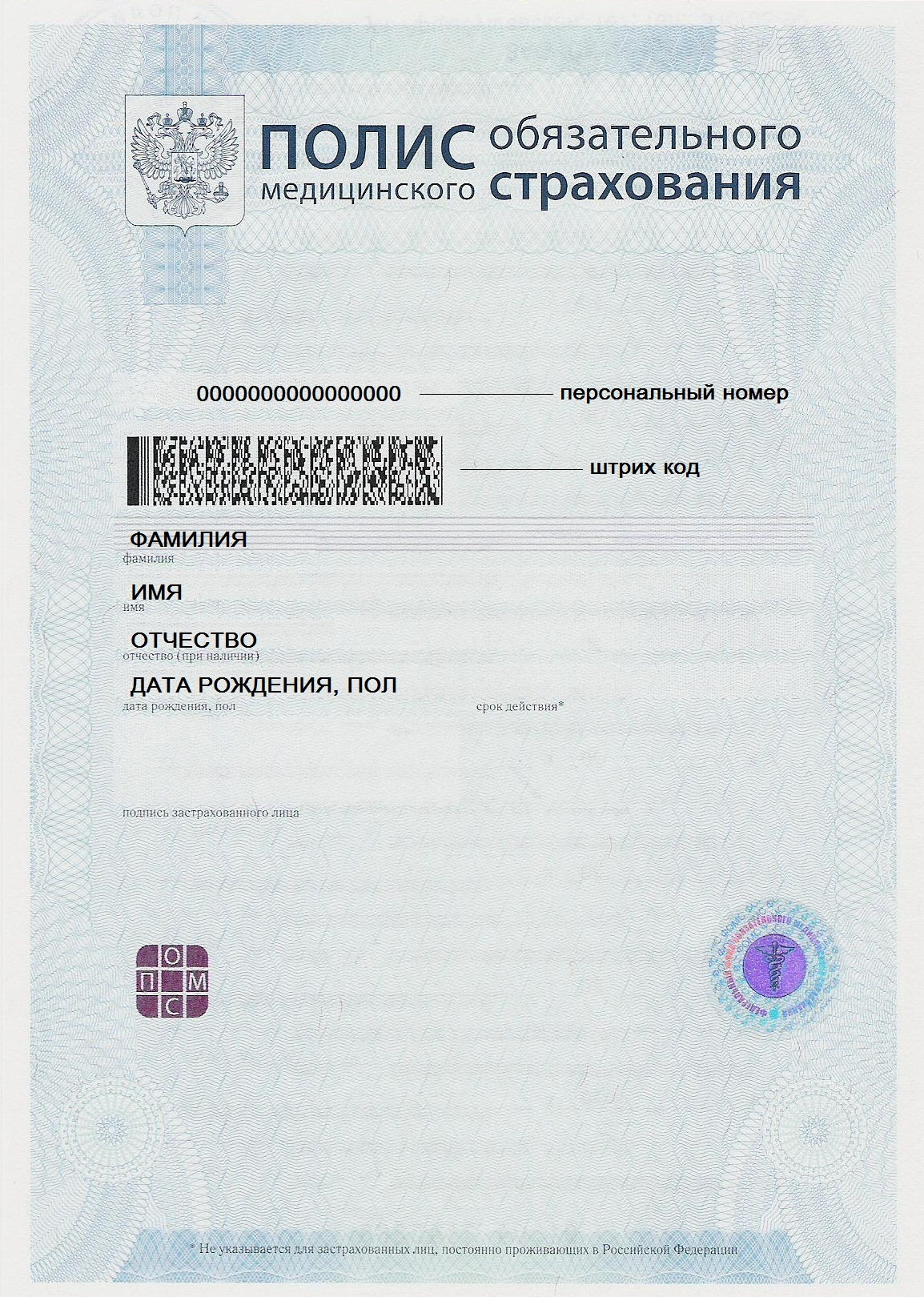
Полис ОМС РФ

Органы исполнительной власти всех субъектов Российской Федерации создают территориальные фонды обязательного медицинского страхования (ТФОМС), которые работают в соответствии с федеральным законом «Об обязательном медицинском страховании в Российской Федерации».
По состоянию на конец 2019 года в систему ОМС РФ входит 86 территориальных фондов обязательного медицинского страхования.
Наполнение территориальных фондов происходит, в основном, за счёт страховых взносов на обязательное медицинское страхование. Взносы в территориальные ФОМСы в настоящее время отменены, а уплачиваемые ранее в них взносы платятся в федеральный ФОМС.

## Коррупция
14 ноября 2006 в центральном офисе ФОМС, восьми его региональных отделениях, а также в офисах компаний — дистрибьютеров лекарственных средств, являющихся партнёрами фонда, прошли обыски.
16 ноября 2006 директор Федерального фонда обязательного медицинского страхования Андрей Таранов и его заместитель Дмитрий Усиенко были задержаны по подозрению в коррупции. По данным следствия, в 2005—2006 годах Андрей Таранов вместе с другими высокопоставленными сотрудниками фонда занимались вымогательством взяток у фармацевтических компаний и региональных фондов. По данным обвинения, таким образом преступной группе удалось получить 27 миллионов рублей, однако присяжные признали лишь 11 эпизодов из 55, в результате чего сумма сократилась до 9 миллионов.